# Liban aux Jeux olympiques d'hiver de 1960
Cet article contient des informations sur la participation et les résultats du Liban aux Jeux olympiques d'hiver de 1960, qui ont eu lieu à Squaw Valley aux États-Unis.

## Résultats

### Ski alpin

#### Hommes
| Athlète        | Épreuve      | Manche 1     | Manche 1 | Manche 2                   | Manche 2 | Total        | Total |
| Athlète        | Épreuve      | Temps        | Rang     | Temps                      | Rang     | Temps        | Rang  |
| -------------- | ------------ | ------------ | -------- | -------------------------- | -------- | ------------ | ----- |
| Nazih Geagea   | Descente     |              |          |                            |          | 3 min 00 s 3 | 59    |
| Ibrahim Geagea | Descente     |              |          |                            |          | 2 min 39 s 2 | 56    |
| Ibrahim Geagea | Slalom géant |              |          |                            |          | 2 min 29 s 1 | 57    |
| Nazih Geagea   | Slalom géant |              |          |                            |          | 2 min 20 s 3 | 49    |
| Nazih Geagea   | Slalom       | 1 min 22 s 4 | 34       | Disqualifié (1 min 16 s 8) | –        | Disqualifié  | –     |